# Pogonioefferia californicus
Pogonioefferia californicus là một loài ruồi trong họ Asilidae. Pogonioefferia californicus được Schaeffer miêu tả năm 1916. Loài này phân bố ở vùng Tân Bắc giới.